# Cinema (single)
Cinema is een nummer van de Italiaanse dj en producer Benny Benassi en de Britse zanger Gary Go. Ze schreven het nummer samen met Alle Benassi (de broer van Benny). Benny Benassi nam ook de productie voor zijn rekening. In maart 2011 werd het uitgebracht als single van het vierde album van Benassi, Electroman.

## Hitnoteringen en prijzen
Cinema bereikte als hoogst notering de dertiende plaats in Nieuw-Zeeland en in Schotland eindigde het een plekje lager. In de Nederlandse Top 40 stond het vier weken met een zesentwintigste plaats als hoogste notering.
Een remix van dit nummer door de Amerikaanse dj Skrillex werd tijdens de Grammy Awards van 2012 genomineerd voor Best Remixed Recording, welke het ook zou winnen.

### Nederlandse Top 40
| Positie: | 34 | 26 | 27 | 38 | uit |